# Stora Hjortsjön (Målilla socken, Småland)
Stora Hjortsjön är en sjö i Hultsfreds kommun i Småland och ingår i Emåns huvudavrinningsområde. Sjön har en area på 0,0841 kvadratkilometer och ligger 181,3 meter över havet.

## Delavrinningsområde
Stora Hjortsjön ingår i det delavrinningsområde (637080-148997) som SMHI kallar för Inloppet i Vensjön. Medelhöjden är 185 meter över havet och ytan är 25,12 kvadratkilometer. Räknas de 3 avrinningsområdena uppströms in blir den ackumulerade arean 87,13 kvadratkilometer. Sällevadsån som avvattnar avrinningsområdet har biflödesordning 2, vilket innebär att vattnet flödar genom totalt 2 vattendrag innan det når havet efter 120 kilometer. Avrinningsområdet består mestadels av skog (86 %). Avrinningsområdet har 0,54 kvadratkilometer vattenytor vilket ger det en sjöprocent på 2,2 %.